# Macroerianthus flavoinflatus
Macroerianthus flavoinflatus är en insektsart som först beskrevs av Brunner von Wattenwyl 1898.  Macroerianthus flavoinflatus ingår i släktet Macroerianthus och familjen Chorotypidae. Inga underarter finns listade i Catalogue of Life.